# Berotha insulana
Berotha insulana is een insect uit de familie van de Berothidae, die tot de orde netvleugeligen (Neuroptera) behoort. 
Berotha insulana is voor het eerst wetenschappelijk beschreven door U. Aspöck & H. Aspöck in 1981.